# الان كاسانوفا
الان كاسانوفا (بالفرنسية: Alain Casanova)‏ (18 سبتمبر 1961 فرنسا - ) هو لاعب كرة قدم فرنسي، يلعب كحارس مرمى.

## وصلات خارجية
الان كاسانوفا على موقع قاعدة بيانات كرة القدم.إي يو (الإنجليزية)
- الان كاسانوفا على موقع ليكيب (الفرنسية)
- الان كاسانوفا على موقع Soccerbase.com (مدرب) (الإنجليزية)
- الان كاسانوفا على موقع عالم كرة القدم.نت (الإنجليزية)